# سیدمحمد رضوی (استاد دانشگاه)
سید محمد رضوی (۱۳۱۰ رفسنجان- ۲۵ آبان ۱۴۰۱تهران) استاد اندیشه سیاسی اهل ایران و عضو بازنشستهٔ هیئت علمی دانشگاه تهران بود. او دانش‌آموخته دانشگاه تهران، دانشگاه پاریس و مدرسه اقتصاد و علوم سیاسی لندن و رئیس دانشکده حقوق و علوم سیاسی دانشگاه تهران در سال ۱۳۵۷ بود.
رضوی اغلب به دلیل تربیت چهره‌های سرشناس در حوزه علوم سیاسی و اندیشه سیاسی مورد توجه جامعه علمی ایران بوده‌است.
او در سال ۱۴۰۱ در تهران درگذشت.

## زندگی
سید محمد رضوی در سال ۱۳۱۰ در رفسنجان متولد شد. او پس از گذراندن تحصیلات مقدماتی در رفسنجان و کرمان به دانشگاه تهران رفت و در سال ۱۳۳۲ در رشته حقوق فارغ‌التحصیل شد. رضوی در سال ۳۲ به دلیل فعالیت‌هایش علیه دولت پس کودتا ۲۸ مرداد به مدت شش ماه به جزیره خارگ تبعید شد. او بلافاصله بعد از دوران تبعید به فرانسه رفت و کارشناسی ارشد و دکتری خود در رشته علوم سیاسی را از دانشگاه پاریس دریافت کرد. آشنایی او با ژان ژاک شوالیه در پاریس موجب علاقه او به تحقیق و مطالعه در حوزه اندیشه سیاسی شد. و پس از آن برای ادامه پژوهش‌های خود به مدرسه اقتصاد و علوم سیاسی لندن رفت. او در سال ۱۳۴۳ از تز خود دربارهٔ مکتب محافظه‌کاری دفاع کرد و به ایران بازگشت.
رضوی پس از مدتی حضور در ایران به عضویت هیئت علمی دانشکده حقوق و علوم سیاسی دانشگاه تهران درآمد. او در سال ۱۳۵۷ و پس از انقلاب اسلامی ایران با درخواست همکارانش ریاست دانشکده حقوق و علوم سیاسی دانشگاه تهران را پذیرفت. او پس از این دوره از گرفتن پست‌های مدیریتی در دانشگاه امتناع کرد و تا پایان دوران کاری خود فقط به تدریس و تربیت دانشجویان پرداخت.
سید محمد رضوی در سال ۱۳۷۸ بازنشسته شد. او در دوران بازنشستگی به عنوان استاد مشاور یا راهنما با دانشجویان علوم سیاسی همکاری می‌کرد.
او در سال ۱۳۴۰ با دختر عمویش توران رضوی ازدواج کرد. دکتر رضوی صاحب دو فرزند به نام‌های شهرآشوب و تورج است.
سید محمد رضوی در ۲۵ آبان ۱۴۰۱ در سن ۹۱ سالگی درگذشت.

## خدمات علمی و آثار
از جمله آثار منتشر شده او می‌توان به «گفتارهایی در معرفت علمی، ارزش و قدرت در علوم سیاسی» اشاره کرد که به کوشش ابوالفضل دلاوری در سال ۹۸ و توسط خانه اندیشمندان علوم سیاسی به چاپ رسیده‌است.
شهرت علمی سید محمد رضوی اغلب به دلیل تأثیرگذاری او بر استادان و دانشجویان علوم سیاسی ایران است.
برخی شاگردان شناخته شده او عبارت‌اند از:
- عبدالرحمن عالم
- ابوالفضل دلاوری
- داوود فیرحی
- حمیرا مشیرزاده
- محمدجواد غلامرضاکاشی
- فرهنگ رجایی
- قاسم افتخاری
- عباس مصلی نژاد
- حمیدرضا رحمانی‌زاده دهکردی
- احمد خالقی
- جهانگیرمعینی
- حسینعلی نوذری
- احمد زیدآبادی
- سعید حجاریان
- مهدی نجف زاده

## نکوداشت
آیین نکوداشت سید محمد رضوی در سال ۱۳۹۸ با عنوان «معلم بزرگ اندیشه سیاسی» توسط خانه اندیشمندان علوم انسانی و انجمن علوم سیاسی ایران در دانشگاه تهران برگزار شد.
کتاب «اندیشه سالار سپهر سیاست» شامل مجموعه مقالات اهدایی به دکتر سید محمد رضوی از سوی شاگردان او منتشر شده‌است.
در دوازدهمین دورهٔ جشنوارهٔ فارابی از او به‌عنوان پیشکسوت علوم انسانی ایران تقدیر شد.